# Lie (モデル)
Lie（ライ）こと高橋 景子（たかはし けいこ、1985年2月27日 - ）は、日本のファッションモデル。TWIN PLANET ENTERTAINMENT所属。
かつては“Kei”（ケイ）と名乗ったものの、2009年に改名。雑誌『Happie nuts〔ハピーナッツ〕』の看板モデルを経て、『EDGE STYLE〔エッジスタイル〕』にレギュラー登場。

## 来歴
2007年からファッション雑誌『Happie Nuts』の専属モデル"ナッツメイト"として活動。「クールビューティ」と称されるポジションを担当した。同誌は2010年12月号で卒業。同年11月28日発売の『EDGE STYLE』創刊準備号に登場、月刊化以降も専属モデルとして活動。渋谷コレクション、原宿コレクションなどのショーに出演。
2010年、「はたちの献血キャンペーン」のCM曲として起用されたMetisのシングル「キミに出会えてよかった」のミュージックビデオに板橋瑠美、今泉宏美と共に出演。

## ウギャルプロジェクト
2009年11月に雑誌『Happie nuts』を卒業後、同年12活から魚串専門店「魚串 さくらさく 神楽坂店」でアルバイトを始めた。魚をさばく作業や藤田志穂が展開するプロジェクト「ノギャル」への参加を通じて、食に興味を持ち、若者に「魚や海の食」に興味を持ってもらえるきっかけ作りをする為に、2010年に「ウギャルプロジェクト」を発足した。ウギャルの「ウ」は「魚（うお）」と「海（うみ）」からとった。

## その他
2010年より、性教育について考える厚生労働省後援プロジェクト「愛です!エデュケーション・キャンペーン」の一員に杉山佳那恵、鈴木奈々、および西川瑞希とともに起用されている。

## 私生活
モデルになる前はアパレル店員として働いていた。2012年にエッジスタイル誌上で自身の結婚と妊娠を報告。いわゆるできちゃった結婚であった。12月暮れに第一子に当たる女児を出産。

## 出演

### 雑誌
- 『EDGE STYLE』（双葉社、2010年7月号 - 現在）専属
- 『Happie Nuts』（インフォレスト、 - 2010年12月号）専属

### その他
- ラジオ番組：『GALラジ〜愛です!社会貢献〜』（TOKYO FM）
- テレビ番組：『ゴシップ オン ザ EDGES〜もうギリギリ〜』（ニコニコ動画）
- ミュージックビデオ：「キミに出会えてよかった」（Metis、2010年）